# 81st Fighter Squadron
Le 81st Fighter Squadron (81st FS), est un escadron de chasse de l'United States Air Forces in Europe appartenant au 52nd Fighter Wing basé à Spangdahlem Air Base en Allemagne.

## Historique
- 6 janvier 1942 : création du 81st Pursuit Sqdn, Interceptor
- 15 janvier 1942 : activation
- 15 mai 1942 : redésigné 81st Fighter Sqdn
- 28 mai 1942 : 81st Fighter Sqdn, Special
- 21 janvier 1944 : devient le  81st Fighter Sqdn, Single Engine
- 7 novembre 1945 : dissolution
- 13 mai 1947 : redésigné 81st Fighter Sqdn (All Weather)
- 12 juillet 1947 : activé dans la Reserve
- 20 juin 1949 : redésigné 81st Fighter Sqdn, Jet
- 1er mars 1950 : devient le 81st Fighter Interceptor Sqdn
- 1er juin 1951 : versé dans l'active
- 2 juin 1951 : dissolution !
- 15 novembre 1952 : redésigné 81st Fighter Bomber Sqdn
- 1er janvier 1953 : activation de l'escadron
- 8 juillet 1958 : redésigné 81st Tactical Fighter Sqdn
- 1er janvier 1991 : prend sa désignation actuelle de 81st Fighter Sqdn

## Bases

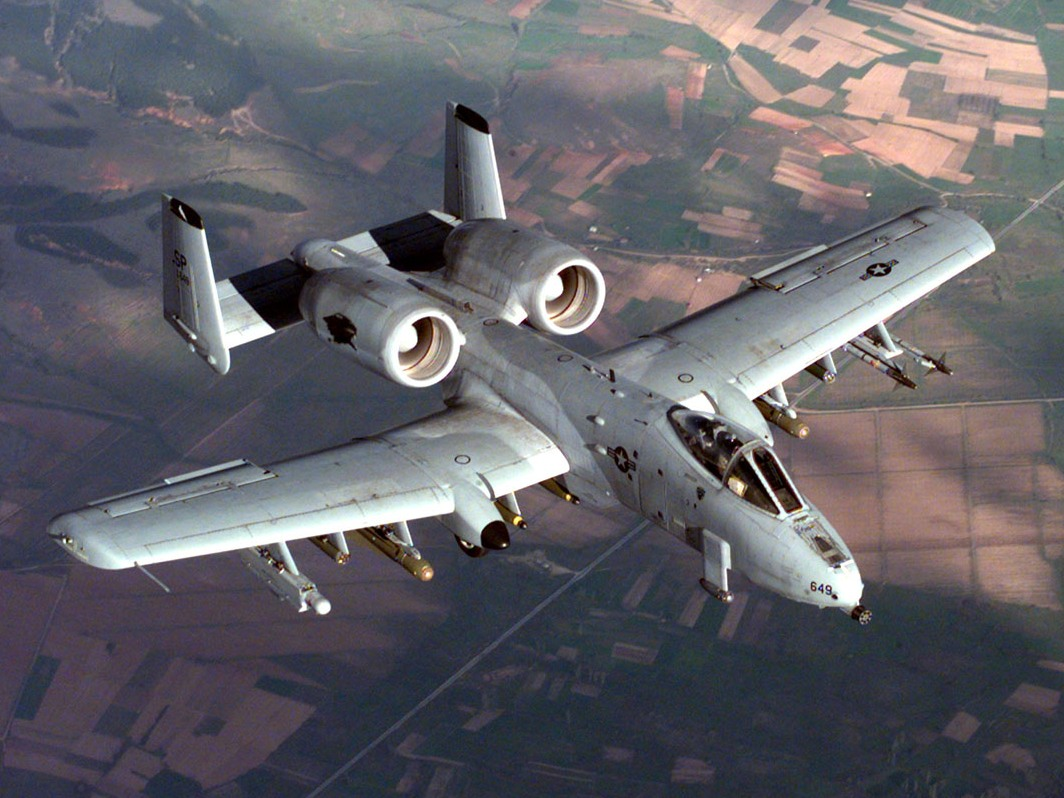
A-10A du 81st Fighter Squadron

- Key Field (Massachusetts) : 15 janvier 1942 - 21 mars 1942
- Orlando AB (Floride) : 22 mars 1942 - 17 juin 1943
- Croos City AAFld (Floride) : 18 juin 1943 - 31 janvier 1944
- Orlando AB (Floride) : 1er février 1944 - 4 avril 1944
- Lymington (Angleterre) : 5 avril 1944 - 24 juin 1944
- Carentan (France) : 25 juin 1944 - 15 août 1944
- Méautis (France) : 16 août 1944 - 4 septembre 1944
- Orly (France) : 5 septembre 1944 - 19 septembre 1944
- Lyon-Bron (France) : 20 septembre 1944 - 2 novembre 1944
- Toul-Ochey (France) : 3 novembre 1944 - 19 avril 1945
- Giebelstadt (Allemagne) : 20 avril 1945 - 20 mai 1945
- Mannheim (Allemagne) : 21 mai 1945 - 6 août 1945
- La Junta AAFld (Colorado) : 6 août 1945 - 7 novembre 1945
- McChord Field (Washington) : 12 juillet 1947 - 19 juin 1949
- Otis AFB (Maine) : 20 juin 1949 - 2 juin 1951
- Clovis AFB (Nouveau-Mexique) : 1er janvier 1953 - 9 août 1953
- Hahn AB (Allemagne) : 10 août 1953 - 7 juillet 1956
- Toul-Rosières Air Base (France) : 10 juillet 1956 - 9 décembre 1959
- Hahn AB (Allemagne) : 10 décembre 1959 - 14 juin 1971
- Zweibrucken AB (Allemagne) : 15 juin 1971 - 14 janvier 1973
- Spangdahlem AB (Allemagne) : 15 janvier 1973 -

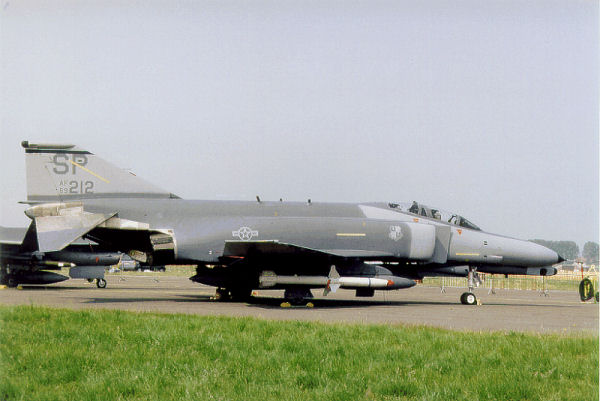
F-4G du 81st Tactical Fighter Squadron

## Affectations
- 50th Pursuit Group : 15 janvier 1942 - 14 mai 1942
- 50th Fighter Group : 15 mai 1942 - 7 novembre 1945
- 454th Bombardment Group : 12 juillet 1947 - 19 juin 1949
- 50th Fighter Group  : 20 juin 1949 - 28 février 1950
- 50th Fighter Interceptor Group : 1er mars 1950 - 2 juin 1951
- 50th Fighter Bomber Group : 1er janvier 1953 - 7 décembre 1957
- 50th Fighter Bomber Wing : 8 décembre 1957 - 7 juillet 1958
- 50th Tactical Fighter Wing : 8 juillet 1958 - 14 juillet 1971
- 86th Tactical Fighter Wing : 15 juillet 1971 - 14 janvier 1973
- 52nd Tactical Fighter Wing : 15 janvier 1973 - 30 septembre 1991
- 52nd Fighter Wing : 1er octobre 1991 -